# Симпсоны (сезон 18)
Восемнадцатый сезон мультсериала «Симпсоны» был показан на телеканале Fox в период с 10 сентября 2006 по 20 мая 2007 года.

## Список серий
| № общий | № в сезоне | Название                                                                                | Режиссёр                       | Автор сценария                     | Дата премьеры    | Произв. код | Зрители в США (млн) |
| --- | ---------- | --------------------------------------------------------------------------------------- | ------------------------------ | ---------------------------------- | ---------------- | ----------- | ------------------- |
| 379 | 1          | «Головорез, повар, жена и её Гомер» «The Mook, the Chef, the Wife and Her Homer»        | Майкл Мэркантел                | Билл Оденкерк                      | 10 сентября 2006 | HABF15      | 11,63               |
| Лиза подружилась с сыном Жирного Тони Майклом Де Амико. Жирный Тони приглашает Симпсонов на обед в знак уважения. За обедом выясняется, что Майкл лучше будет поваром, чем продолжит семейный бизнес. Помощники Жирного Тони хотят, чтобы Майкл стал их главарём, но когда он отказывается, его место занимает Гомер. Приглашённые звёзды: Джо Пантолиано, Майкл Империоли, и Metallica. |            |                                                                                         |                                |                                    |                  |             |                     |
| 380 | 2          | «Джаззи и кошечки» «Jazzy and the Pussycats»                                            | Стивен Дин Мур                 | Даниэль Чун                        | 17 сентября 2006 | HABF18      | 9,01                |
| Барт превращает тихие похороны в хаотичный дурдом, и его родителям приходится столкнуться с разъяренной толпой спрингфилдцев. Гомер и Мардж отчаянно ищут помощи детского психиатра, и он предлагает Барту заняться игрой на ударных, чтобы дать выход своей энергии. Вскоре Барт выдаёт ритмы как профессионал, и начинает играть с группой The White Stripes и с любимыми джаз-музыкантами Лизы. Проходит совсем немного времени, и энтузиазм Лизы превращается в зависть… Приглашённые звёзды: The White Stripes. |            |                                                                                         |                                |                                    |                  |             |                     |
| 381 | 3          | «Пожалуйста, Гомер, не стучи» «Please Homer, Don’t Hammer ’Em»                          | Майк Андерсон и Ральф Соса     | Мэтт Уорбёртон                     | 24 сентября 2006 | HABF20      | 9,72                |
| Мардж убеждает Гомера купить коллекцию книг о плотничестве, но в итоге они собирают пыль на полке. Тогда Мардж решает читать эти книги и вскоре становится мастерицей на все руки. Однако жители Спрингфилда не доверяют женщине ремонт своих вещей, поэтому Гомер выступает в роли «ширмы» для её бизнеса. |            |                                                                                         |                                |                                    |                  |             |                     |
| 382 | 4          | «Дом ужасов 17» «Treehouse of Horror XVII»                                              | Мэттью Фонан и Дэвид Силверман | Питер Гэффни                       | 5 ноября 2006    | HABF17      | =10,46              |
| «Married to the Blob» (с англ. — «Замужем за пузырём») — Гомер ест таинственное зелёное вещество с метеорита, который превращает его в слизняка с жадным аппетитом. «You Gotta Know When to Golem» (с англ. — «Нужно знать, где голем») — Барт обнаруживает голема (гигантская глиняная кукла, связанная с еврейской мистикой) за кулисами на показе Красти и использует это, чтобы ничего не делать. «The Day the Earth Looked Stupid» (с англ. — «День, когда Земля глупо выглядела») — В 1938 году граждане Спрингфилда после розыгрыша радио реагируют с беспечностью на реальное инопланетное вторжение… Приглашённые звёзды: Фил Макгроу, Ричард Льюис, Фрэн Дрешер, Sir Mix-a-Lot и Морис Ламарш.                       |            |                                                                                         |                                |                                    |                  |             |                     |
| 383 | 5          | «Гомер в армии» «G.I. (Annoyed Grunt)»                                                  | Нэнси Круз                     | Даниэль Чун                        | 12 ноября 2006   | HABF21      | 11,43               |
| Гомер становится жертвой двух рекрутеров и попадает на военные сборы. Гомер, конечно же, воспринимает армию как какой-то летний лагерь, тем самым выводит из себя жёсткого полковника. Приглашённая звезда: Кифер Сазерленд. |            |                                                                                         |                                |                                    |                  |             |                     |
| 384 | 6          | «Мо и Лиза» «Moe'N'a Lisa»                                                              | Марк Киркленд                  | Мэтт Уорбёртон                     | 19 ноября 2006   | HABF19      | 9,27                |
| Лиза открывает в бармене Мо талант к поэзии. Но когда с её помощью Мо публикуется и начинает вертеться в литературных кругах, он внезапно забывает о том, что Лиза для него сделала. Приглашённые звёзды: Том Вулф, Гор Видал, Майкл Шейбон, Джонатан Франзен, и Джонатан Симмонс. |            |                                                                                         |                                |                                    |                  |             |                     |
| 385 | 7          | «Мороженое Мардж: С голубыми волосами» «Ice Cream of Margie (with the Light Blue Hair)» | Мэттью Настук                  | Кэролин Омайн                      | 26 ноября 2006   | HABF22      | 10,93               |
| Гомер устраивается на работу водителем-мороженщиком. А Мардж, в свою очередь, превращает неожиданный поток палочек от мороженого в скульптуры, и это становится очень популярным в Спрингфилде. |            |                                                                                         |                                |                                    |                  |             |                     |
| 386 | 8          | «Парочка ха-ха» «The Haw-Hawed Couple»                                                  | Крис Клементс                  | Мэтт Сэлман                        | 10 декабря 2006  | JABF02      | =8,31               |
| Барт становится лучшим другом Нельсона. |            |                                                                                         |                                |                                    |                  |             |                     |
| 387 | 9          | «Убить Гила: Тома 1 и 2» «Kill Gil, Volumes I & II»                                     | Боб Андерсон                   | Джефф Вестбрук                     | 17 декабря 2006  | JABF01      | 8.88                |
| У Симпсонов нежеланный гость, которого они впустили на Рождество в свой дом. Это неудачник Спрингфилда, Гил. После почти целого года безуспешных попыток выгнать его Мардж не выдерживает и решается, в конце концов, сделать это, но Гил уезжает сам. С этим Мардж не может смириться, потому что она должна хоть кому-то сказать "НЕТ!". Приглашённая звезда: Элвис Стойко. |            |                                                                                         |                                |                                    |                  |             |                     |
| 388 | 10         | «Жена моряка» «The Wife Aquatic»                                                        | Лэнс Крамер                    | Кевин Каран                        | 7 января 2007    | JABF03      | 11,62               |
| Гомер делает сюрприз Мардж, отправившись с ней в бухту, но оказывается, что там уже всё не так, как она помнит, потому что давно нет рыбы. Тем временем Гомер вынужден работать на рыболовецком судне, которое идёт в сердце шторма. Гомер с детьми реставрирует причал, но по обычной глупости поджигает карусель, вызывая гнев толпы. Приглашённые звёзды: Морис Ламарш и Сэб Симоно. |            |                                                                                         |                                |                                    |                  |             |                     |
| 389 | 11         | «Три истории о мести» «Revenge Is a Dish Best Served Three Times»                       | Майк Фрэнк Полчино             | Джоэль Х. Коэн                     | 28 января 2007   | JABF05      | 8,04                |
| Три истории, рассказывающие о мести. - Мардж рассказывает о Франции 19-го века и Гомере, обвиняемом в измене. - Лиза поведает историю о Спрингфилдской начальной школе, в которой ботаники решили свергнуть хулиганов. - Барт рисует мрачную картину города, в котором действует шайка злодеев и один супергерой, противостоящий им — Бартмен. |            |                                                                                         |                                |                                    |                  |             |                     |
| 390 | 12         | «Маленькая большая девочка» «Little Big Girl»                                           | Раймонд Перси                  | Дон Пейн                           | 11 февраля 2007  | JABF04      | 8,18                |
| Пытаясь найти в истории своей семьи что-то особенное, Лиза придумывает легенду о том, что Симпсоны на самом деле произошли от коренных американцев, всё равно это всего лишь школьный доклад. Что начиналось как невинный вымысел, перерастает в череду лжи и интриг, когда Лизу выбирают спикером «её народа». А тем временем, в качестве награды за геройство, Барт получает в руки водительские права, с помощью которых он едет в соседний город, чтобы скрыться от семейных передряг. Там он встречает Дарси, которая думает, что ему 16 лет, и у них завязываются романтические отношения, что нравится Барту, пока дело не доходит до свадьбы. Роль Дарси исполнит Натали Портман. Приглашённая звезда: Натали Портман. |            |                                                                                         |                                |                                    |                  |             |                     |
| 391 | 13         | «Подрастающий Спрингфилд» «Springfield Up»                                              | Чак Шитс                       | Мэтт Уорбёртон                     | 18 февраля 2007  | JABF07      | 8,74                |
| Известный документалист Деклан Десмонд (впервые появился в эпизоде «Scuse Me While I Miss The Sky», его роль исполняет Эрик Айдл (Eric Idle)) возвращается, чтобы снять истории жителей Спрингфилда. В число историй, над которыми работает Деклан, история Мардж, Мо и Гомера, который пытается убедить Деклана и его съёмочную группу в том, что он миллионер. Приглашённая звезда: Эрик Айдл. |            |                                                                                         |                                |                                    |                  |             |                     |
| 392 | 14         | «Деревенские песняры» «Yokel Chords»                                                    | Сьюзи Диттер                   | Майкл Прайс                        | 4 марта 2007     | JABF09      | 9,04                |
| Директор Скиннер разрешает Лизе преподавать детям Клетуса, вместо того, чтобы принять их в Спрингфилдскую начальную школу. В итоге, они оказываются в музыкальном номере шоу Клоуна Красти. Тем временем Барт посещает психиатра, после того, как он выдумал историю про призрака-убийцу, чтобы получить бесплатное питание в кафетерии. Приглашённые звёзды: Питер Богданович, Энди Дик, Джемс Паттерсон, Мэг Райан и Стивен Сондхейм. |            |                                                                                         |                                |                                    |                  |             |                     |
| 393 | 15         | «Старик и уродина» «Rome-old and Juli-eh»                                               | Нэнси Круз                     | Даниэль Чун                        | 11 марта 2007    | JABF08      | 8,79                |
| Гомер по ошибке объявляет себя банкротом. Дедушка уходит из дома престарелых и влюбляется в Сэльму. Барт и Лиза обманывают службу доставки, чтобы получить картонные коробки. Приглашённая звезда: Джейн Качмарек. |            |                                                                                         |                                |                                    |                  |             |                     |
| 394 | 16         | «Гомер — папарацци» «Homerazzi»                                                         | Мэттью Настук                  | Дж. Стюарт Бернс                   | 25 марта 2007    | JABF06      | 6,97                |
| После взрыва огнеупорного сейфа (купленного, чтобы защитить ценности от большого количества пожаров), Гомер и Мардж пытаются восстановить семейные фотографии. На одной из новых фотографий запечатлён скандальный сюжет и Гомер решает вступить в ряды папарацци — забыв свою прошлую работу, связанную с указанием людям их недостатков. Приглашённые звёзды: Джонатан Симмонс, Бетти Уайт и Джон Ловитц. |            |                                                                                         |                                |                                    |                  |             |                     |
| 395 | 17         | «Мардж — геймер» «Marge Gamer»                                                          | Боб Андерсон                   | Дж. Стюарт Бернс                   | 22 апреля 2007   | JABF10      | 6,46                |
| Мардж приходится начать пользоваться интернетом. Нахлынувшее богатство и разнообразие интернета затягивает Мардж в ролевую игру-фэнтази «Earthland Realms». Невольно через игру она вступила в контакт практически со всеми жителями Спрингфилда, включая Барта, который в игре является самым грозным и разрушительным игроком. Тем временем Гомер спасает футбольный матч Лизы подменив уволившегося судью. Однако навыки судейства Гомера только больше раздражают Лизу и её чувство соперничества позволяет ей играть на высоте. Приглашённая звезда: Роналдо. |            |                                                                                         |                                |                                    |                  |             |                     |
| 396 | 18         | «Барт — неудачник» «The Boys of Bummer»                                                 | Роб Оливер                     | Майкл Прайс                        | 29 апреля 2007   | JABF11      | 7,57                |
| Благодаря Барту Спрингфилдских Изотопов посылают на чемпионат Маленькой Лиги в первый раз и все считают его героем. Однако на игре он пропускает лёгкий мяч и команда проигрывает. Теперь Барта преследуют разъярённые фанаты. Тем временем Гомер случайно получает работу в мебельном магазине. |            |                                                                                         |                                |                                    |                  |             |                     |
| 397 | 19         | «Крюк и лестница» «Crook and Ladder»                                                    | Лэнс Крамер                    | Билл Оденкерк                      | 6 мая 2007       | JABF13      | 7,77                |
| Мардж, прочитав совет в журнале для родителей, выкидывает соску Мэгги, что приводит к разрушению дома Симпсонов. Поэтому Мардж решает купить новую соску для Мэгги, но не может найти подходящую. А Мэгги находит себе замену соски — игрушку-пищалку, которая не даёт Гомеру заснуть. Он начинает принимать снотворное и ходить во сне и в результате становится добровольцем пожарной команды. |            |                                                                                         |                                |                                    |                  |             |                     |
| 398 | 20         | «Стой, или моя собака будет стрелять!» «Stop, Or My Dog Will Shoot!»                    | Мэттью Фонан                   | Джон Фринк                         | 13 мая 2007      | JABF12      | 6,54                |
| Маленький Помощник Санты спасает Гомера, и становится местным героем. Симпсоны решают записать его в Полицейскую Академию, где его ставят в напарники к суровому старому полицейскому Лу. Приглашённые звёзды: Стивен Хокинг и Морис Ламарш. |            |                                                                                         |                                |                                    |                  |             |                     |
| 399 | 21         | «24 минуты» «24 Minutes»                                                                | Раймонд Перси                  | Билли Кимбалл и Иан Макстон-Грэхэм | 20 мая 2007      | JABF14      | 9,94                |
| Директор Скиннер открывает ППО — Противопрогульный Отряд — во главе которого стоит Лиза. Гомера отправляют на устранение йогурта, который настолько просрочен, что может быть токсичным, но йогурт перехватывают школьные хулиганы Дольф, Джимбо и Керни. С помощью агента Джэка Бауэра и Хлои О’Брайен Барт и Лиза должны предотвратить попадания супер зловонного йогурта на школьную распродажу выпечки. Приглашённые звёзды: Кифер Сазерленд и Мэри Линн Райскаб. |            |                                                                                         |                                |                                    |                  |             |                     |
| 400 | 22         | «Вы, Кент, всегда говорите, что хотите» «You Kent Always Say What You Want»             | Мэттью Настук                  | Тим Лонг                           | 20 мая 2007      | JABF15      | 9,94                |
| Гомер покупает миллионное мороженое в местном магазине и его приглашают в новостную программу Кента Брокмана. Кент произносит матерное слово в прямом эфире из-за вылитого на его колени кофе, и разъярённый Нед Фландерс начинает кампанию по очистке эфира от ругани. Приглашённые звезды: Ludacris и Морис Ламарш. |            |                                                                                         |                                |                                    |                  |             |                     |